# Ręczniczek
Ręczniczek – w liturgii katolickiej złożony kawałek białego lnianego sukna, który ministrant podaje prezbiterowi lub biskupowi do otarcia rąk w czasie tzw. lavabo.